# ستيف سيويل
ستيف سيويل (بالإنجليزية: Steve Sewell)‏ هو لاعب كرة قدم أمريكية أمريكي، ولد في 2 أبريل 1963 في سان فرانسيسكو في الولايات المتحدة.

## وصلات خارجية
- ستيف سيويل على موقع مرجع كرة القدم المحترفة.كوم (الإنجليزية)
- ستيف سيويل على موقع كلية كرة القدم في سبورتس رفرنس.كوم (الإنجليزية)